# محمد أبو حامد
محمد أبو حامد شاهين (ولد في 14 مارس 1973) نائب بمجلس الشعب المصري 2012 وكان نائباً لرئيس حزب المصريين الأحرار ورئيسا للكتلة البرلمانية للحزب داخل المجلس إلى أن استقال في 3 مارس 2012 ليصبح عضواً مستقلاً بالمجلس. أبو حامد خريج كلية التجارة جامعة القاهرة شعبة محاسبة دفعة 1995. يعمل أبو حامد في تصميم نظم المعلومات المالية والرقابة الداخلية وتقييمها ومراجعة الحسابات، وهو مسجل في وزارة المالية كمحاسب قانوني. ولديه شركة مساهمة مصرية اسمها لايف كونسبت تعمل بالاستشارات المالية والتخطيط الاستراتيجي وإدارة الأزمات المالية. أعلن أبو حامد أنه ينوي الترشح لانتخابات رئاسة الجمهورية إذا عدل قانون الترشح الذي يشترط بلوغ المترشح 40 عامًا، وقال إنه إذا تغير القانون سيترشح، أو سينتظر الانتخابات المقبلة.

## التعليم الديني
يدرس الأديان منذ أن كان في الثانية عشرة من عمره وحتى الآن. وخلال هذه الفترة الطويلة تعرض لدراسة وفهم كل المدارس الدينية الإسلامية بالنقد والتحليل وحصل علي اجازات متنوعة في الشريعة الإسلامية وأهمها إجازات في القراءات وعلوم القراّن والتفسير. وهو ينتمي لمدرسة الإسلام الفلسفي التي أسسها ابن رشد وأحياها في العصر الحديث محمد عبده.

## العمل السياسي
لم يبدأ العمل بالسياسة حتى ثورة الخامس والعشرون من يناير 2011، كان من ضمن لجان الحكماء ومن الدعاة الأساسيين لتكوين حزب المصريين الأحرار (من ضمن 22 شخص)، وهو عضو في الهيئة العليا لحزب المصريين الأحرار وقام بالمساهمة في كتابة برنامج الحزب الخاص بالشأن السياسي والحريات وحقوق الإنسان المختلفة، وهو منسق لجان الحقوق والحريات والتي تهتم بتمكين المرأة والحريات الدينية وحقوق الإنسان وحرية الصحافة والتعبير وتمكين الهوية المصرية وبرنامج التثقيف المدني وتمكين الشباب وحرية الإبداع وتمكين المعاقين.
شغل أبو حامد منصب نائب رئيس حزب المصريين الأحرار، وقد تم انتخابه عضوًا في مجلس الشعب لعام 2012 عن دائرة قصر النيل (فردي)، واختير رئيسًا للهيئة البرلمانية للحزب إلى أن استقال من الحزب في 3 مارس 2012 ليصبح من الأعضاء المستقلين بمجلس الشعب.
اعتدى عليه مجهولون بالضرب في أعقاب أحداث الاتحادية.

## وصلات خارجية
- محمد أبو حامد على موقع أرشيف الشارخ.
- الصفحة الرسمية لمحمد أبو حامد على فيس بوك  على فيسبوك.